# 1491 v. Chr.
Portal Geschichte | Portal Biografien | Aktuelle Ereignisse | Jahreskalender | Tagesartikel

◄ |
16. Jahrhundert v. Chr. |
15. Jahrhundert v. Chr. |
14. Jahrhundert v. Chr. |
►

1480er v. Chr. |
1470er v. Chr. |
►

1491 v. Chr. |
1490 v. Chr. |
1489 v. Chr. |
1488 v. Chr. |
► |
►►

## Gestorben

### Genaues Todesdatum unbekannt
- Qie Xin, König über China (* unbekannt)